# Palangrier
Un palangrier est un navire armé pour la pêche à la palangre.

## Caractéristiques du navire

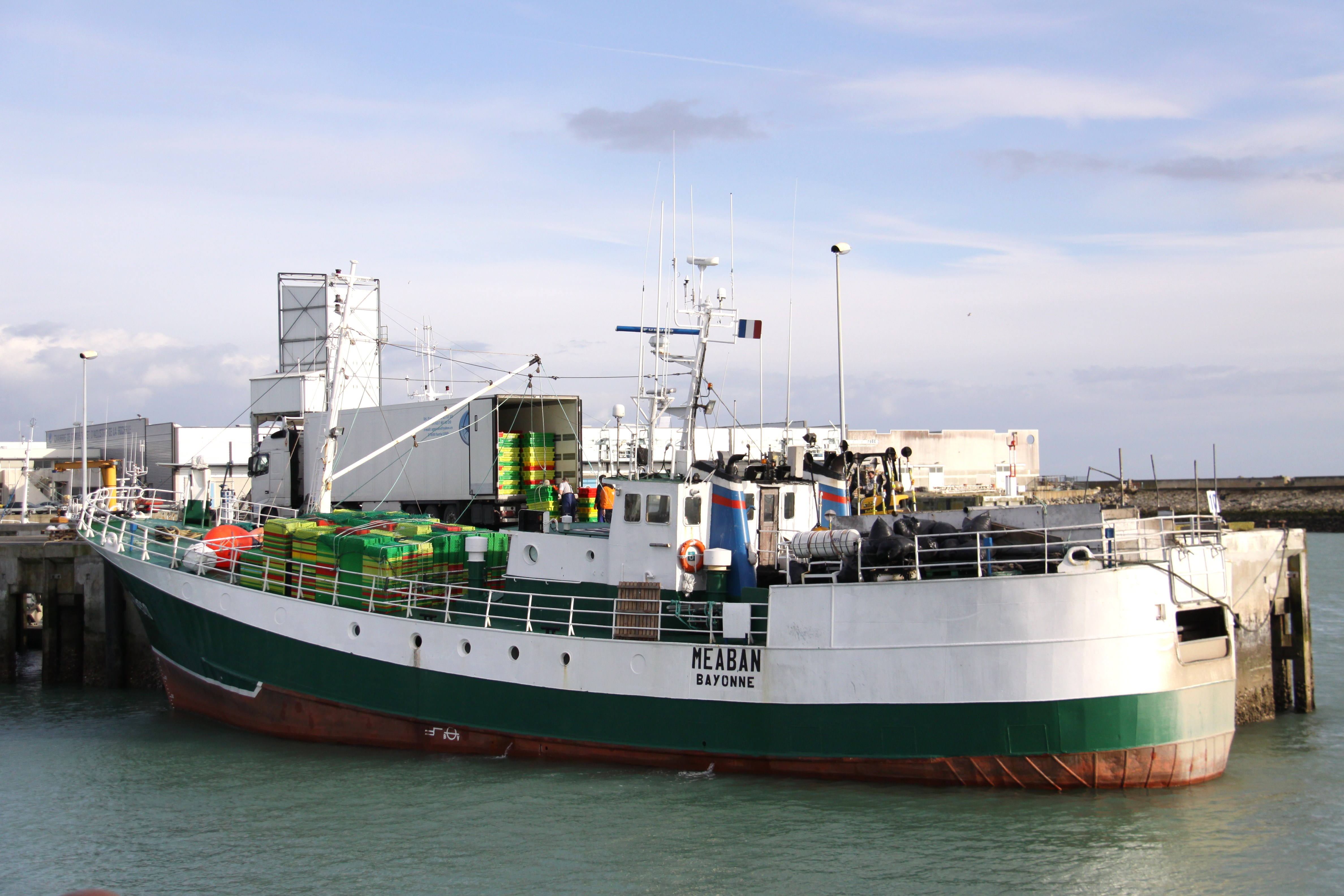
Palangrier-fileyeur

Les palangriers sont des navires de 20 à 60 mètres de long, en général à coque en acier et armés par un équipage d'une ou plusieurs dizaines de marins. Les plus gros navires, destinés notamment à la pêche à la légine et aux thonidés dans les eaux des Terres australes et antarctiques françaises, sont équipés d'unités de congélation et de dispositifs de mise à l'eau de la palangre par l'intérieur,. 
Au début du XXIe siècle, des expérimentations de palangriers munis de voile rigide sont effectuées. Des palangriers à propulsion hybride (diesel pour la navigation à pleine vitesse, électrique pour les opérations de pêche) sont également commercialisés.

## La pêche à la palangre

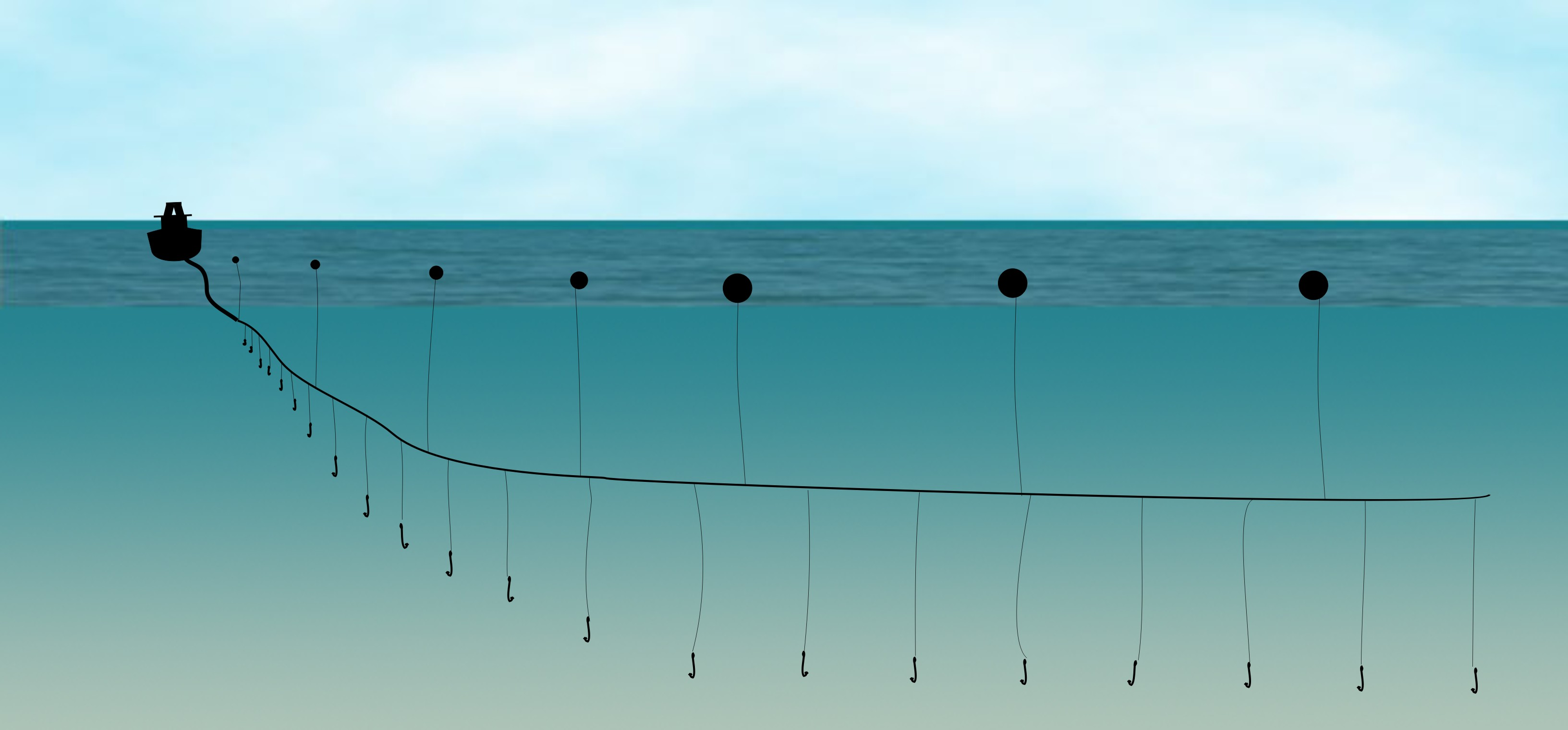
Schéma d'une palangre.

La palangre — en Normandie : corde, ligne ou harouelle — consiste en une longue ligne de fil de pêche (le corps de ligne ou banc) sur laquelle sont fixés des hameçons. Les hameçons sont reliés au corps de ligne par des avançons (anpecs ou empiles) parfois munis d'émerillons, ce qui leur permet de tourner autour de celui-ci.
La distance entre les hameçons et leur nombre est variable selon la pêche pratiquée et la région.
L'ensemble constitué de l'hameçon et l'émerillon est appelé un avançon. Des pavillons de même couleur sont utilisés aux deux extrémités de la palangre afin de la baliser.
Les palangres peuvent atteindre 100 km.
La palangre est utilisée pour la pêche au bar, à la dorade, au merlan, au congre, au lieu voire au requin bleu mais aussi à la raie, au hâ, aux roussettes et au cabillaud (poisson de fond).